# Agrotis sueirah
Agrotis sueirah là một loài bướm đêm trong họ Noctuidae.